# Kerrang!
Kerrang! je britský hudební týdeník, který se věnuje hlavně rocku a metalu. Vychází ve vydavatelství Bauer Consumer Media. Také organizuje předávání hudebních ocenění Kerrang! Awards v několika kategoriích a má své vlastní rádio. Poprvé vyšel 6. června 1981 jako příloha časopisu Sounds. Svůj název dostal podle onomatopoického slova pocházející ze zvuku elektrické kytary, na kterou se při zkreslení hraje power chord. Zpočátku se věnoval nové vlně britského heavy metalu a také hard rocku. Okolo roku 2000 se stal nejprodávanějším britským hudebním časopisem.